# 普柳薩河
普柳薩河是俄羅斯的河流，屬於納爾瓦河的右支流，由普斯科夫州和列寧格勒州負責管轄，河道全長281公里，流域面積約6,550平方公里，河水主要來自融雪，每年十一月至翌年四月結冰，河畔城鎮有斯蘭齊。

流域-水系